# Campeonato Uruguayo de Fútbol Femenino 1998
El Campeonato Uruguayo de Fútbol Femenino 1998 fue la segunda edición del Campeonato Uruguayo de Fútbol Femenino. 
El torneo consistió en un campeonato a dos ruedas de todos contra todos, coronándose campeón el Rampla Juniors Fútbol Club.

## Equipos participantes

### Datos de los equipos
| Club            | Ciudad     | Estadio | Capacidad | Fundación             | Temporadas | Temp. Consecutivas | Títulos | Subtítulos | 1997 |
| --------------- | ---------- | ------- | --------- | --------------------- | ---------- | ------------------ | ------- | ---------- | ---- |
| Basáñez         | Montevideo | -       | -         | 1 de abril de 1920    | 1          | 1                  | —       | —          | -°   |
| Central Español | Montevideo | -       | -         | 5 de enero de 1905    | 1          | 1                  | —       | —          | -°   |
| Danubio         | Montevideo | -       | -         | 1 de marzo de 1932    | 1          | 1                  | —       | —          | -°   |
| Liverpool       | Montevideo | -       | -         | 15 de febrero de 1915 | 1          | 1                  | —       | —          | -°   |
| Nacional        | Montevideo | -       | -         | 14 de mayo de 1899    | 1          | 1                  | 1       | —          | 1°   |
| Rampla Juniors  | Montevideo | -       | -         | 7 de enero de 1914    | 1          | 1                  | —       | 1          | 2°   |
| Rentistas       | Montevideo | -       | -         | 26 de marzo de 1933   | 1          | 1                  | —       | —          | -°   |
| River Plate     | Montevideo | -       | -         | 11 de mayo de 1932    | 1          | 1                  | —       | —          | -°   |

Notas: Los datos estadísticos corresponden a los campeonatos uruguayos oficiales. Las fechas de fundación de los equipos son las declaradas por los propios clubes implicados. La columna «Estadio» refleja el estadio donde el equipo más veces oficia de local en sus partidos, pero no indica que sea su propietario. Véase también: Estadios de fútbol de Uruguay.

## Tabla de posiciones
| Uruguay                                          |
| Campeón Uruguayo 1998 Rampla Juniors 1.er título |